# Juan Manuel Vivaldi

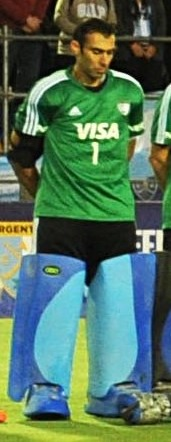
Vivaldi im Jahr 2015

Juan Manuel Vivaldi (* 17. Juli 1979 in San Martín) ist ein argentinischer Feldhockeyspieler, der auf der Position des Torwarts spielt. Er spielt in Argentinien bei Banco Provincia.

## Spieler
Vivaldi ist seit 2001 Mitglied der Nationalmannschaft und war bei den Olympischen Spielen 2004 in Athen im Kader der argentinischen Mannschaft. Er war 2003 bei der Champions Trophy in Amstelveen und gewann 2005 das Champions-Challenge-Turnier in Alexandria, Ägypten. Er nahm auch 2012 in London mit der Mannschaft an den Olympischen Sommerspielen teil.
Vivaldi spielte 2014 für Argentinien bei der Feldhockey-Weltmeisterschaft der Männer und gewann die Bronzemedaille. Drei Goldmedaillen gewann er bei den Panamerikanischen Spielen. Bei den Olympischen Spielen 2016 in Rio de Janeiro wurde er Olympiasieger. Bei den Olympischen Spielen in Tokio schied die argentinische Mannschaft im Viertelfinale mit 1:3 gegen die Deutschen aus.

## Erfolg
- Olympische Spiele: Gold 2016
- Weltmeisterschaften: Bronze 2014
- Panamerikanische Spiele: Gold 2011, 2015, 2019; Silber 2007
- Pan Amerika Cup: Gold 2013, 2017
- Champions Trophy: Bronze 2003
- Champions Challenge: Gold 2005, 2007; Bronze 2001
- World League: Silber 2016/2017
- Südamerikaspiele: Gold 2014

## Einzelnachweis
1. ↑  Porträt von Juan Manuel Vivaldi auf der Seite des argentinischen Hockeyverbandes. In: www.cahockey.org.ar. Abgerufen am 7. Juli 2020 (spanisch).

| Personendaten    | Personendaten                    |
| ---------------- | -------------------------------- |
| NAME             | Vivaldi, Juan Manuel             |
| KURZBESCHREIBUNG | argentinischer Feldhockeyspieler |
| GEBURTSDATUM     | 17. Juli 1979                    |
| GEBURTSORT       | San Martín, Argentinien          |